# 寺院諸法度
寺院諸法度（日语：／ Jiinshohatto）是江戶時代德川幕府對佛教教團制定的諸法度之總稱。但是，非固定的稱呼，文獻上有「諸宗寺院法度」（諸宗寺院法度）、「諸宗諸本山法度」（諸宗諸本山法度）等不同用法。
江戶幕府採取重視儒教、特別是朱子學的政策，另一方面，也安堵寺領、推進伽藍之整備，同時也為了僧侶統制之目的，對各宗僧侶設定此寺院諸法度。
禪宗的部份，
1. 曹洞宗法度（1612年）
2. 勅許紫衣之法度（1613年）
3. 五山十刹諸山法度（1615年、以下同）
4. 妙心寺法度
5. 永平寺法度
6. 大德寺法度
7. 總持寺法度

等法度順次發令。
五山十刹諸山法度之中，廢止從來的「（鹿苑）僧錄」、「蔭涼職」，1619年，在江戶新設「（金地院）僧錄）」，任命「黑衣之宰相」崇傳擔任。崇傳没後的1635年，設置寺社奉行之後，寺院的掌管改由寺社奉行全權處理，僧錄的權限縮小。基本上，演變成職掌五山派的觸頭。

## 關連項目
- 禁中並公家諸法度
- 武家諸法度
- 僧錄